# Salute delle persone transgender
La salute delle persone transgender è interessata dalla prevenzione, la diagnosi e il trattamento delle patologie degli individui transgender.
Un componente fondamentale della salute delle persone transgender è l'assistenza all'affermazione di genere, aspetto medico della transizione di genere. Tra le questioni di salute delle persone transgender rientrano la varianza di genere, la terapia di transizione di genere, i rischi per la salute delle persone transgender (legati alla violenza e alla salute mentale) e il loro accesso ai servizi sanitari nei diversi paesi del mondo. L'assistenza all'affermazione di genere può comprendere cure psicologiche, mediche, fisiche e di supporto socio-comportamentale. Il loro scopo è assistere l'individuo transgender nel conformarsi alla propria identità di genere desiderata.

## Storia
Negli anni '20, il medico Magnus Hirschfeld condusse studi formali per comprendere la disforia di genere e la sessualità umana e si batté per le comunità che erano emarginate. La sua ricerca e il suo lavoro hanno offerto una nuova prospettiva sull'identità di genere, l'espressione di genere e la sessualità. È stata la prima volta in cui si è affrontata una sfida alle norme sociali. Oltre alla sua ricerca, Hirschfeld ha anche coniato il termine "travestito", che in termini moderni è noto come "transgender". Il lavoro di Hirschfeld terminò durante l'era nazista tedesca, quando molti individui transgender furono arrestati e inviati nei campi di concentramento.

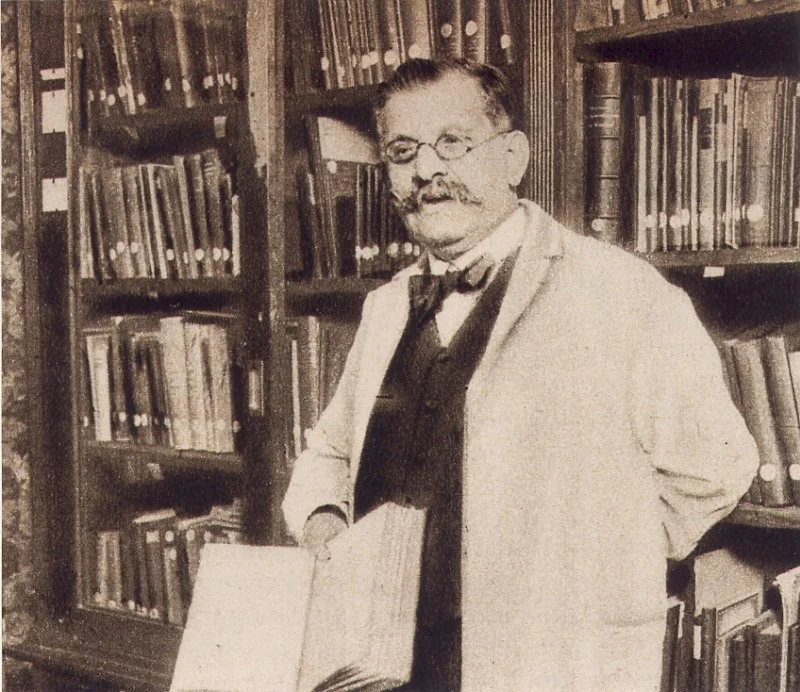
Magnus Hirschfeld, 1919

Nel 1966 aprì la Johns Hopkins Gender Clinic; fu una delle prime negli Stati Uniti a fornire assistenza alle persone transgender, tra cui terapia ormonale sostitutiva, chirurgia, consulenza psicologica e altre forme di assistenza sanitaria affermativa di genere. La clinica richiedeva ai pazienti, prima di un intervento chirurgico di affermazione di genere, di sottoporsi a un programma chiamato "Real Life Test". Il Real Life Test era un programma in cui, prima di un intervento chirurgico di affermazione di genere, al paziente veniva richiesto di convivere con il ruolo di genere desiderato. Nel 1979 la clinica fu chiusa dal neo-nominato direttore di psichiatria Paul McHughs.

## Bisogni sanitari delle persone transgender

### Cure di affermazione di genere
Le cure di affermazione di genere offrono supporto alle persone transgender nel cambiamento dell’aspetto fisico e delle caratteristiche sessuali per allinearsi alla propria identità di genere. Questo percorso include la terapia ormonale e interventi chirurgici di affermazione di genere.

### Criteri di ammissibilità
Secondo la classificazione ICD-11 dell’Organizzazione Mondiale della Sanità (OMS), la diagnosi per la disforia di genere viene ora definita "incongruenza di genere", e il DSM-5 degli Stati Uniti usa il termine "disforia di genere". Le linee guida WPATH (World Professional Association for Transgender Health) richiedono una documentazione accurata della disforia di genere e la capacità di prendere decisioni informate. Alcuni modelli di consenso informato consentono la terapia senza la valutazione formale della salute mentale.

### Terapia ormonale
La terapia ormonale aiuta le persone transgender ad allineare le caratteristiche sessuali secondarie con la loro identità di genere. Le donne transgender possono assumere estrogeni e antiandrogeni, mentre gli uomini transgender utilizzano testosterone esogeno. Questa terapia richiede monitoraggio regolare per evitare rischi, tra cui alti livelli di prolattina o policitemia.

### Chirurgia di affermazione di genere
Gli interventi chirurgici di affermazione di genere hanno l'obiettivo di modificare le caratteristiche sessuali per riflettere l’identità di genere della persona. Le linee guida WPATH suggeriscono requisiti aggiuntivi per questi interventi rispetto alla terapia ormonale, come lettere di supporto da parte di terapeuti e periodi di tempo vissuti nel ruolo di genere desiderato.

### Efficacia delle cure
Studi sistematici mostrano che la terapia ormonale e la chirurgia migliorano la salute mentale e riducono la depressione, l’ansia e l’ideazione suicidaria nelle persone transgender. Tuttavia, è necessaria ulteriore ricerca per comprendere meglio i risultati a lungo termine.

### Detransizione
In alcuni casi rari, le persone possono scegliere di interrompere o invertire le terapie di affermazione di genere. La detransizione può essere causata da effetti fisici avversi, cambiamento nella percezione dell'identità di genere o pressioni sociali. La consulenza con un team multidisciplinare è raccomandata per gestire la detransizione.

### HIV nelle persone transgender
Le persone transgender presentano un rischio più elevato di contrarre l’HIV rispetto alla popolazione generale. Questo rischio è particolarmente alto nelle donne transgender e tra coloro che lavorano nel settore del sesso.